# Bahnstation Distelhausen
Bahnstation Distelhausen ist ein Wohnplatz am namengebenden Haltepunkt, ehemals Bahnhof Distelhausen der Bahnstrecke Lauda–Wertheim auf der Gemarkung des Tauberbischofsheimer Stadtteils Distelhausen im Main-Tauber-Kreis im fränkisch geprägten Nordosten Baden-Württembergs.

## Geographie
Bahnstation Distelhausen liegt etwa 400 Meter westlich des Ortes Distelhausen an der Bahnstrecke Lauda–Wertheim am linken Rand des Taubertals. Der Wohnplatz liegt am Taubertalradweg und ist über die Wolfgangstraße zu erreichen.

## Geschichte
Auf dem Messtischblatt Nr. 6424 „Königshofen“ von 1881 war der Ort als Station verzeichnet. Der Wohnplatz kam als Teil der ehemals selbständigen Gemeinde Distelhausen am 1. Januar 1975 zur Stadt Tauberbischofsheim.

## Kulturdenkmale
Das Empfangsgebäude des ehemaligen Bahnhofs Distelhausen steht unter Denkmalschutz. Daneben befinden sich weitere Kleindenkmale unweit der Bahnstation, beispielsweise ein Bildstock an der Straße vor dem Gebäude oder die nahegelegene Wolfgangskapelle am Distelhäuser Friedhof mit einem Freilandkreuzweg in der Friedhofsmauer.